# Music of the Sun
Music of the Sun – debiutancki album Rihanny, wydany 30 sierpnia 2005 nakładem wytwórni Def Jam Records. Album zawiera 12 piosenek oraz remix "Pon de Replay" autorstwa Elephant Mana. W stylu albumu widać karaibskie pochodzenie piosenkarki. "Music of the Sun" zawiera trzy single - "Pon de Replay", "If It's Lovin' That You Want", oraz wydany tylko w Japonii singel "Let Me". Album zadebiutował w USA na 10. miejscu listy Billboard 200 i 2 listy Billboard Top R&B/Hip Hop Albums, sprzedając się w nakładzie 69.000 kopii w pierwszym tygodniu od debiutu. Dotychczas jego sprzedaż w USA wynosi 600.000 kopii, a na świecie sprzedano ponad 2.000.000 egzemplarzy.

## Tło i rozwój

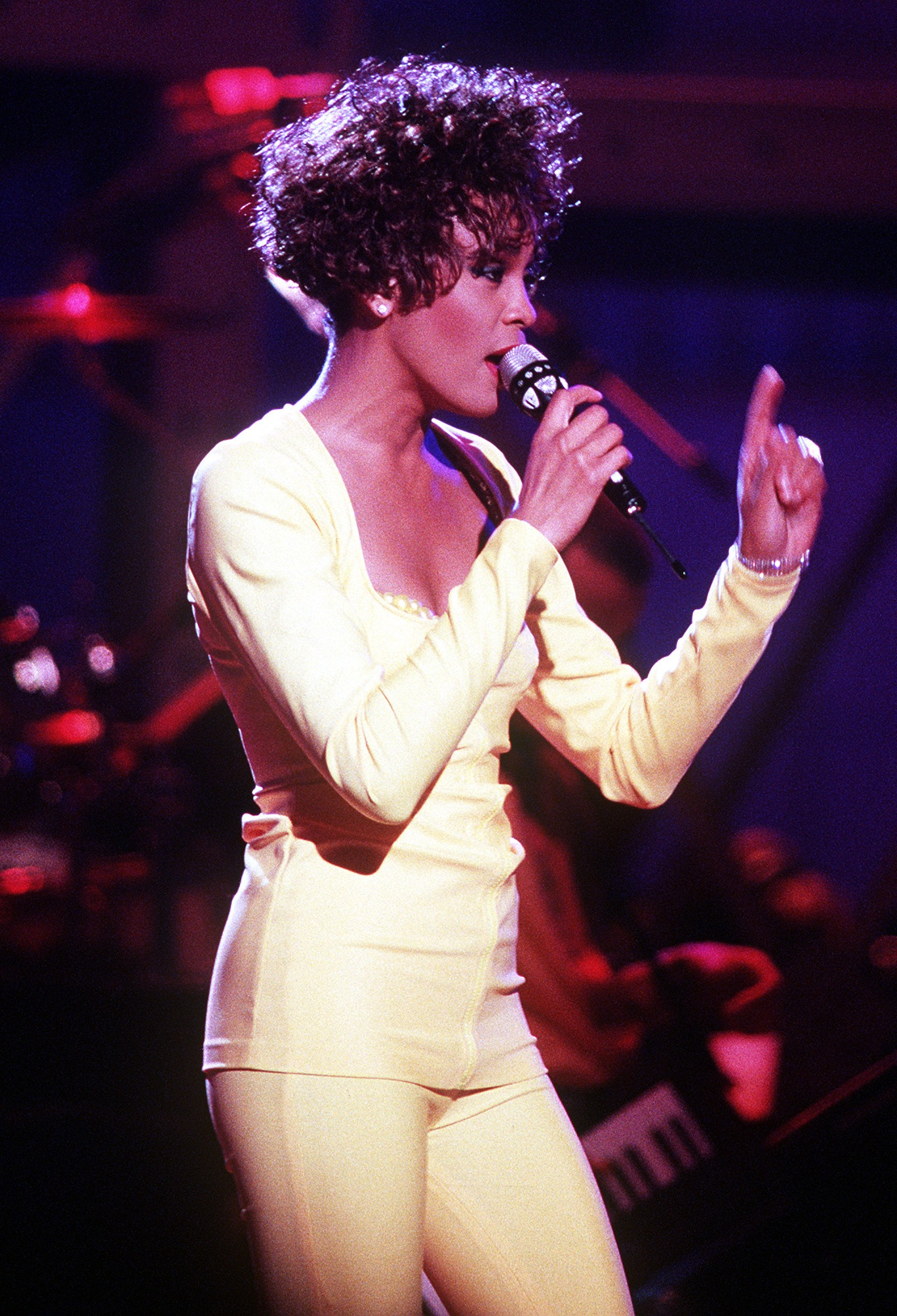
Przed podpisaniem kontraktu z Def Jam, Rihanna wykonała piosenkę Whitney Houston "For the Love of You" dla szefa Def Jam Jaya-Z.

Przed podpisaniem kontraktu z Dej Recordings Jam, Rihanna została odkryta na jej rodzinnej wyspie Barbadosie przez producenta Evana Rogersa. Spotkali się w grudniu 2003 roku, dzięki wspólnym znajomym Rihanny i żony Rogersa, a para była na wakacjach na Barbadosie. Rihanna zaśpiewała dla Rogersa w jego pokoju hotelowym, gdzie wykonała piosenkę Destiny Child's "Emotion" i piosenkę Mariah Carey "Hero". Kiedy Evanowi się spodobało, zabrał ją do Nowego Jorku gdzie zamieszkała wraz z matką aby nagrać parę demówek. Zostały one nagrane w ciągu roku, ponieważ Rihanna nagrywała je podczas ferii szkolnych. W wieku 16 lat Rihanna została dopisana do firmy Evana Rogersa, gdzie przydzielono jej prawnika i menadżera, wtedy dema zostały rozesłane do różnych wytwórni płytowych na całym świecie w 2004 roku. Pierwsza odpowiedź na demo przyszła od Jaya-Z, który niedawno przed tym został mianowany na prezesa CEO Def Jam Recordings. Rihanna została umówiona na przesłuchanie w biurze Jaya-Z, emocje jakie jej towarzyszyły wyjaśniła w wywiadzie:
Wtedy naprawdę odczuwalne są nerwy...A dokładniej: "O Boże, on tam jest, nie mogę patrzeć, nie mogę patrzeć, nie mogę patrzeć! Pamiętam że był bardzo cichy. Byłam bardzo nieśmiała. Cały czas było mi zimno. Miałam motyle w brzuchu. Siedzę naprzeciwko Jaya-Z.
Podczas przesłuchania Rihanna wykonała piosenkę Whitney Houston "For the Love of You", a także "Pon De Replay" i "The Last Time", które zostały napisane i wyprodukowane przez Rogersa i Sturkena, które potem zostały zawarte na jej debiutanckim albumie "Music of The Sun". Jay-Z był początkowo sceptyczny wobec podpisania kontraktu z Rihanną po wysłuchaniu "Pon De Replay". Lecz w końcu dał się przekonać i podpisał z Rihanną kontrakt na sześć albumów w lutym 2005 roku. Po podpisaniu kontraktu z Def Jam, Rihanna anulowała wszystkie spotkania z innymi wytwórniami, i przeniosła się z Barbadosu do Nowego Jorku, aby żyć z Rogersem i jego żoną. Rihanna swoją pierwszą płytę nazwała "Music Of The Sun", ponieważ słońce jest przedstawicielem jej karaibskiej kultury, a album składa się z muzyki jaką Rihanna słuchała gdy dorastała.

## Nagranie i skład
Rihanna współpracowała z różnymi producentami do albumu "Music Of The Sun" i kontynuowała pracę z Rogersem i Sturkenem, którzy napisali "Pon De Replay" i "The Last Time". Chociaż gdy Rihanna po raz pierwszy usłyszała "Pon De Replay", była przeciwna jej nagraniu twierdzą, że jest to piosenka "Sing-Song", ale polubiła ten utwór na koniec nagrywania albumu.

## Krytyczny odbiór

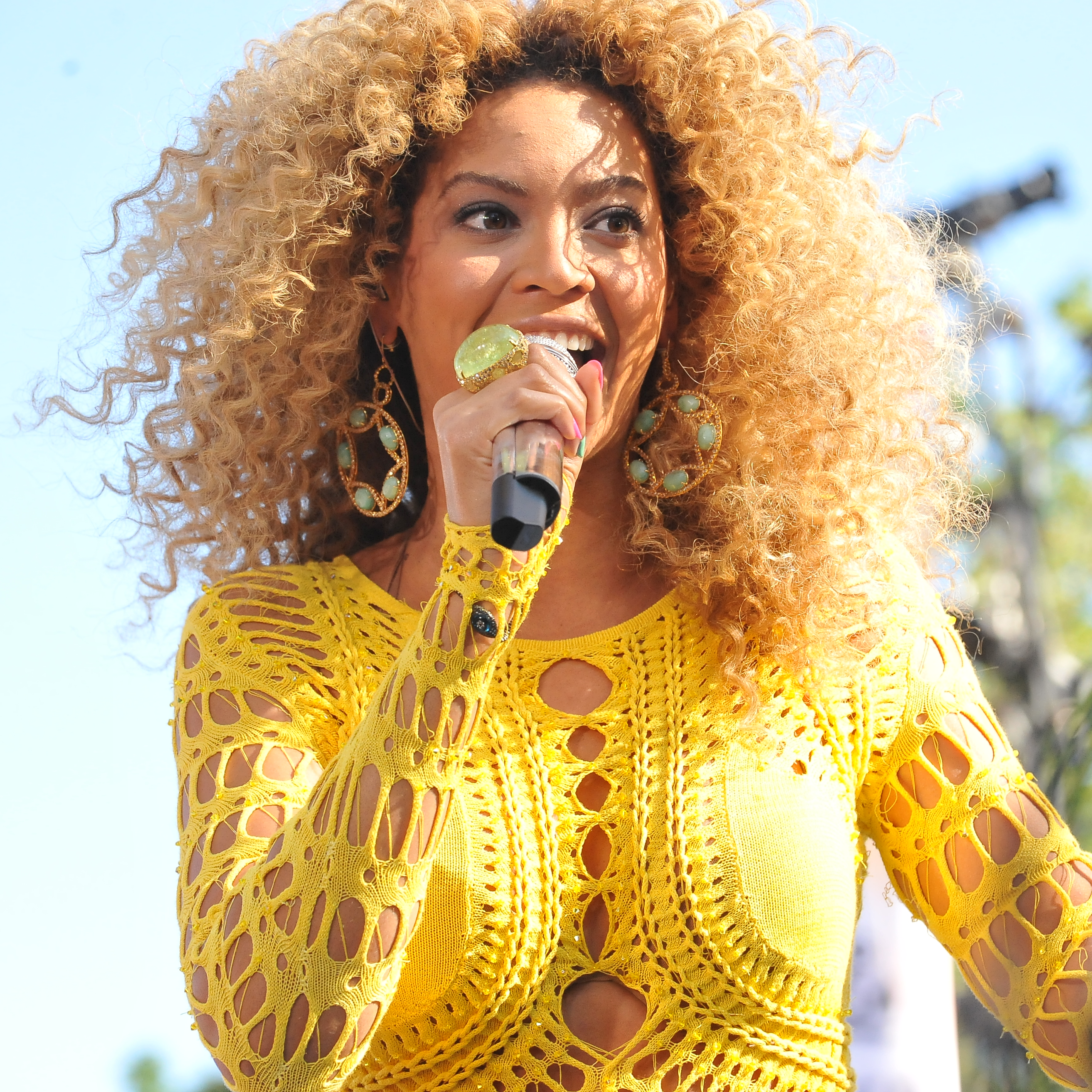
"Pon de Replay otrzymała porównania do piosenki Beyoncé Knowles(pictured) "Baby Boy".

"Music Of The Sun" otrzymał mieszane recenzje od krytyków muzycznych. Kelefa Sanneh z The New York Times powiedziała, że album jest połączeniem dancehall i popu. Barry Walters z Rolling Stone powiedział, że brakuje mu wartości, pomysłowości i że ma urok pochodzący z Karaibów. Sal Cinquemani z magazynu Slant powiedział, że utwór "Pon De Replay" bardzo przypomina piosenkę Beyonce Knowles "Baby Boy". Evan Serpick z Entertainment Weekly napisał, że vibrato Rihanny wypływa w utworach "That La La La" i "Let Me", ale jest to mdłe dancehall/R&B. Robert Christgau z The Village Voice ocenił album "niewypał", mówi że to nie ma przyszłości.
Jason Birchmeier z Allmusic skomentował, że album prezentuję Rihannę jako "pociągającą laskę". Birchmeier stwierdził, że "Music Of The Sun" jest najlepszym albumem jakiego słuchał.

## Sukces komercyjny
W Stanach Zjednoczonych, "Music Of The Sun" zadebiutował na 10 miejscu na liście Billboard 200 album chart w kwestii wykresu z dnia 17 września 2005. Album spędził w sumie 35 tygodni na wykresie. Album zadebiutował na amerykańskim Top R&B/Hip-Hop Albums chart na numerze szóstym i spędził tam 44 tygodnie. Po pięciu miesiącach od premiery, album zdobył złoto przez Recording Industry Association of America (RIAA) z dniem 1 stycznia 2006 r., co oznaczało sprzedanie 500.000 egzemplarzy. Od lipca 23, 2010, album sprzedał się w 593.000 egzemplarzach w Stanach Zjednoczonych. W Kanadzie, "Music Of The Sun" zadebiutował na 7 numerze w Canadian Albums Chart, ale odpadł w pierwszej dziesiątce tydzień po. Po czterech miesiącach album pokrył się platyną przez Muzyka Kanady co oznaczało sprzedanie w Kanadzie 100.000 egzemplarzy.

## Single
"Pon De Replay" został wydany jako pierwszy singiel w dniu 24 maja 2005 roku. Singiel otrzymał pozytywne recenzje od krytyków muzycznych, którzy chwalili piosenkę. Jednak Bill Lamb z About.com skrytykował piosenkę, pisząc że słowa nie sprawiają, że słuchacz czuję intelektualne zakwestionowanie lub prowokującą myśl o tym, o co chodzi. Utwór zadebiutował jako numer jeden na New Zeland Singles Chart i na numerze drugim na US Billboard Hot 100 i UK Singles Chart. Teledysk został wyreżyserowany przez Little X, który pokazuje Rihannę tańczącą w klubie.
"If It's Lovin That You Want" został wydany jako drugi singiel i ostatni singiel z "Music Of The Sun" w dniu 2 grudnia 2005 roku. Piosenka otrzymała mieszane recenzję od krytyków, a większość chwalące i krytykujące wokal Rihanny. Piosenka nie powtórzyła sukcesu który doświadczył "Pon De Replay". Wylądowała na 36 miejscu na amerykańskiej liście Billboard Hot 100. Towarzyszący mu teledysk został wyreżyserowany przez Marka Roboya i pokazuje Rihannę tańczącą na plaży.

## Lista utworów
| #                      | Tytuł                                                  | Autorzy                                                                                             | Czas trwania |
| ---------------------- | ------------------------------------------------------ | --------------------------------------------------------------------------------------------------- | ------------ |
| 1.                     | Pon de Replay                                          | Evan Rogers, Carl Sturken, Vada Nobles                                                              | 4:06         |
| 2.                     | Here I Go Again (featuring J-Status)                   | Evan Rogers, Carl Sturken, J-Status, Rihanna Fenty                                                  | 4:11         |
| 3.                     | If It's Lovin' That You Want                           | Jean Claude Oliver, Samuel Barnes, Alaxsander Mosely, Scott Larock, Lawrence Parker, Makeba Riddick | 3:28         |
| 4.                     | You Don't Love Me (No, No, No) (featuring Vybz Kartel) | (Ellas McDaniel, Willie Cobbs)                                                                      | 4:20         |
| 5.                     | That La, La, La                                        | Full Force, D. Emile                                                                                | 3:45         |
| 6.                     | The Last Time                                          | Full Force, D. Emile                                                                                | 4:53         |
| 7.                     | Willing To Wait                                        | Evan Rogers, Carl Sturken                                                                           | 4:37         |
| 8.                     | Music of the Sun                                       | Diane Warren, Evan Rogers, Carl Sturken, Rihanna Fenty                                              | 3:56         |
| 9.                     | Let Me                                                 | Evan Rogers, Carl Sturken, Mikkel SE, Tor Erik Hermansen, Makeba Riddick                            | 3:56         |
| 10.                    | Rush (featuring Kardinal Offishall)                    | Evan Rogers, Carl Sturken                                                                           | 3:09         |
| 11.                    | There's a Thug In My Life (featuring J-Status)         | E. Jordan, Evan Rogers, Carl Sturken                                                                | 3:21         |
| 12.                    | Now I Know                                             | Evan Rogers, Carl Sturken, Rihanna Fenty                                                            | 5:01         |
| Bonus tracks           |                                                        | |              |
| 13.                    | Pon de Replay (Remix) (featuring Elephant Man)         | Evan Rogers, Carl Sturken, Vada Nobles                                                              | 3:37         |
| Bonus tracks (UK)      |                                                        | |              |
| 14.                    | Should I (featuring J-Status)                          | | 3:06         |
| Bonus tracks (Japonia) |                                                        | |              |
| 14.                    | Should I (featuring J-Status)                          | | 3:06         |
| 15.                    | Hypnotized                                             | Evan Rogers, Carl Sturken, Rihanna Fenty                                                            | 4:15         |

## Personnel

### Muzycy
- Rihanna - wokal, kompozytor
- Rob Mounsey - aranżer / dyrygent
- Full Force - śpiew (w tle)
- Carl Sturken - kompozytor, gitara, instrumenty klawiszowe, fortepian ,
- Evangeline Evelyn - gitara
- Lawrence Glazener - bass
- Avril Brown - skrzypce
- Kenneth Burward-Hoy - skrzypce
- Yana Goichman - skrzypce
- Ann Skóry - skrzypce
- Cenovia Cummins - skrzypce
- Jan Mullen - skrzypce
- Elizabeth Nielson - skrzypce
- Debra Shufelt - skrzypce
- Marti Sweet - skrzypce
- Uri Vodoz - skrzypce
- Carol Wener - skrzypce
- Stephanie Cum - wiolonczela
- Richard Locker - wiolonczela
- Mark Orrin Shuman - wiolonczela
- Lian Truffle - wiolonczela
- Tristan Hart - altówka
- Vince Lionti - altówka
- Sue Pray - altówka

### Produkcja
- Evan Rogers, Carl Sturken - Producenci wykonawczy
- Full Force, Evan Rogers - Vocal produkcja
- Full Force - Dodatkowy wokal produkcja
- Al Hemberger, Matt Noble, Malcolm Pollack - Inżynierowie
- Jason Agel, Roy Matthews, Pinto Alex - inżynierowie Assistant
- Jason Goldstein, Jason Groucott, Al Hemberger - Mixing
- Chris Gehringer - Mastering
- Jay Brown, Adrienne Muhammad, Tyran "Ty Ty" Smith - A & R
- Tai Linzie - Projektowanie
- Andy West - scenografia
- Tai Linzie, Mark Mann, Ivan Otis - Fotografia

## Notowania
| Kraj           | Pozycja | Certifikat | Sprzedaż |
| -------------- | ------- | ---------- | -------- |
| USA            | 10      | Złoto      | 600,000  |
| Kanada         | 7       | 3x Platyna | 300,000  |
| Japonia        | 14      | 2x Platyna | 280,000  |
| Wielka Brytnia | 35      | Złoto      | 200,000  |
| Nowa Zelandia  | 26      | Złoto      | 10,000   |
| Włochy         | 22      | Złoto      | 40,000   |
| Niemcy         | 31      |            | 30,000   |
| Szwajcaria     | 38      |            | 10,000   |
| Austria        | 45      |            |          |
| Francja        | 93      |            |          |
| Holandia       | 98      |            |          |